# Kulla kyrka, Ulvsby

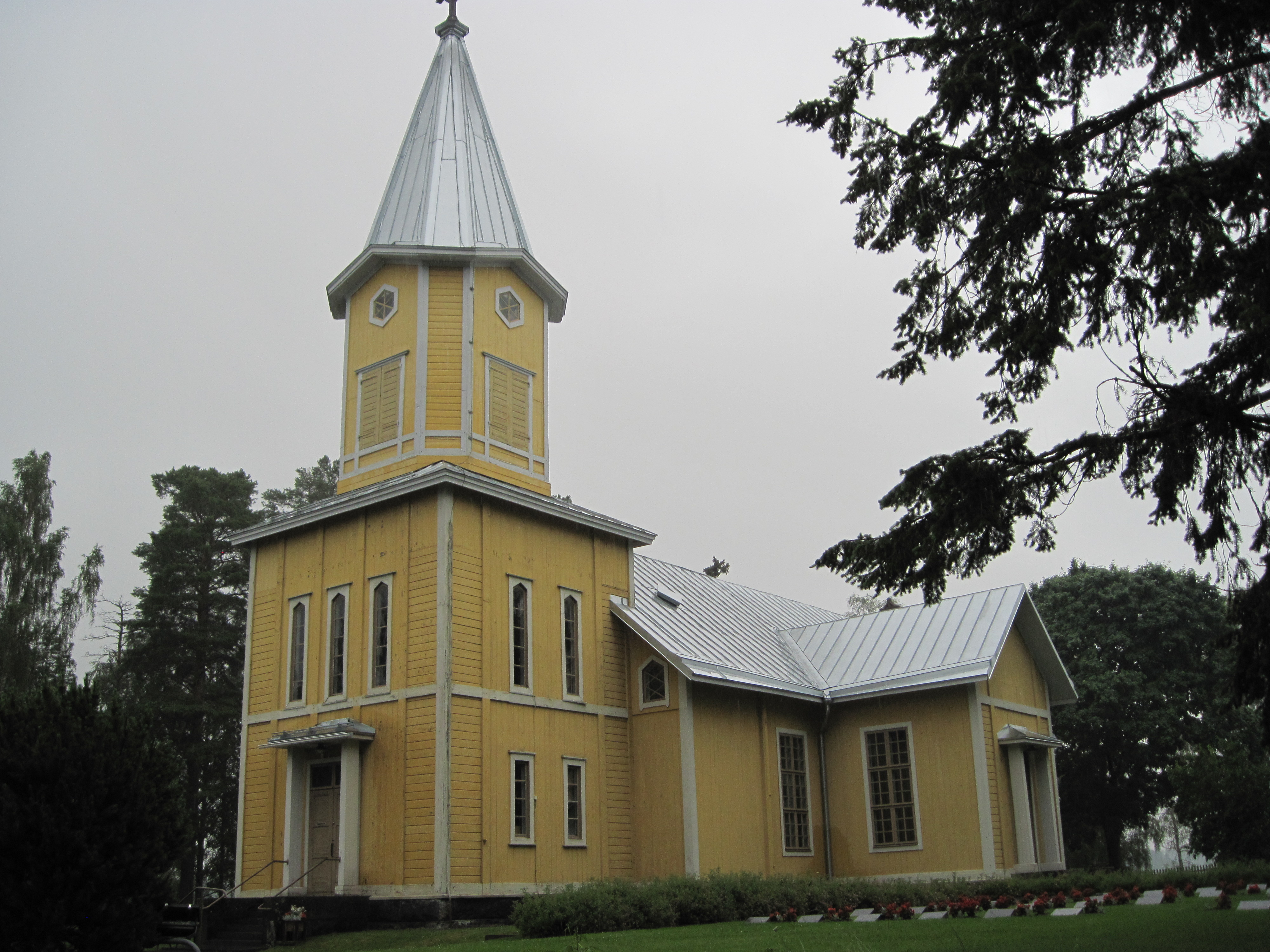
Kulla kyrka.

Kulla kyrka är en träkyrka i den finländska staden Ulvsby i Kulla.

## Kyrkobyggnaden
Kyrkan byggdes mellan åren 1766-67. År 1878 förnyades kyrkan efter ritningar av C.J. von Heideken. Kyrkan rymmer cirka 450 personer.

## Inventarier
Orgeln är gjord av Jens Alexander Zachariassen från Nystad 1896. Orgeln har 11 stämmor. Altartavlan är målad av P. Högberg år 1796 och kyrktornets tre klockor är från 1766, 1767 och 1793.